# کشته شدن دو شهروند ایرانی توسط مرزبانی ترکیه
کشته شدن دو شهروند ایرانی توسط مرزبانی ترکیه به ماجرای کشته شدن بهنام صمدی و حسن کچلانلو، روستاییان ساکن در نوار مرزی چالدران که برای کار در استانبول راهی ترکیه شده بودند اشاره دارد. اول اردیبهشت، خبر کوتاهی در فضای مجازی دربارهٔ شکنجه بی‌رحمانه دو شهروند ایرانی توسط پلیس مرزی ترکیه منتشر شد. جزئیات حکایت می‌کرد که روز ۲۶ فروردین ۱۴۰۰، دو کولبر اهل چالدران؛ در نوار مرزی ایران و ترکیه و در هنگام کولبری، توسط مرزبانان ترکیه دستگیر شدند و مورد آزار شدید جسمی و جنسی قرار گرفتند که یکی از این کولبران، بر اثر شکنجه‌های وحشیانه مرزبانان ترکیه، جان خود را از دست داد و کولبر دیگر هم پس از فرار از دست نیروهای مرزبانی ترکیه، به دلیل شدت جراحات وارده، در یکی از بیمارستان‌های شهرستان خوی بستری شد. پلیس مرزی ترکیه، این کولبران را با چاقو و چماق مورد آزار جنسی و جسمی قرار داده‌است.

## شرح
۲۶ فروردین ۱۴۰۰ حسن کچلانلو ۴۳ ساله و بهنام صمدی ۱۷ ساله از روستاییان ساکن دمریجه حوالی چالدران که برای کار در استانبول راهی ترکیه شده بودند، توسط پلیس مرزی ترکیه بازداشت و مورد شکنجه‌های شدید قرار گرفتند.
روزنامه اعتماد در گزارشی به جزئیات ماجرای کشته و زخمی شدن دو شهروند ایرانی «بر اثر شکنجه‌های وحشیانه پلیس مرزبانی ترکیه در نقطه صفر مرزی دو کشور» پرداخت. بر اساس این گزارش، بهنام صمدی و حسن کچلانلو، روستاییان ساکن در نوار مرزی چالدران که برای کار در استانبول راهی ترکیه شده بودند، روز ۲۶ فروردین ۱۴۰۰ توسط پلیس مرزی ترکیه بازداشت می‌شوند و «مورد شکنجه‌های مرگ‌آور جنسی و جسمی قرار گرفتند». بهرام صمدی، برادر بهنام صمدی، به روزنامه اعتماد گفته‌است پلیس ترکیه برادرش را با بیل آهنی طوری کتک زده که بیهوش شده و به او و دوست همراهش «با چاقو تجاوز می‌کنن و رگای پاشون، پشت گوش و تمام تنشون رو با چاقو زخمی می‌کنن».

## واکنش‌ها
یادداشت اعتراضی از وزارت امورخارجه ایران به سفارت ترکیه در تهران ارسال شد و با یادآوری معاهده ۱۹۳۷ امنیت منطقه سرحدی میان دو کشور پیرامون حل وفصل اختلافات مسائل مرزی، درخواست بررسی موضوع و مجازات عاملان این جنایت و پیشگیری از تکرار این‌گونه اقدامات غیرانسانی صورت پذیرفت. همچنین موضوع توسط مدیر کل کنسولی وزارت امور خارجه ایران با سفیر ترکیه در تهران نیز مورد گفتگو قرار گرفت و نسبت به این اتفاق اعتراض شد.
- سخنگوی وزارت امور خارجه: «تیم‌های مرزبانی دو کشور در حال بررسی این موضوع هستند.[۴]»
- محمدعلی بهمنی قاجار، عضو کمیسیون امور بین‌الملل کانون وکلا: «اقدامی که صورت گرفته نقض فاحش حقوق بنیادین بشر است. شکنجه و سلب حق حیات؛ شکنجه طبق ماده ۷ میثاق بین‌المللی حقوق مدنی و سیاسی ممنوع است. کنوانسیون جهانی منع شکنجه نیز هرگونه شکنجه را ممنوع کرده و منع شکنجه یکی از قواعد آمره حقوق بین‌الملل است بنابراین شکنجه‌ای که صورت گرفته نقض فاحش حقوق بنیادین بشر است، حقوق بنیادینی که تحت هیچ شرایطی حتی در شرایط جنگی و اضطراری نباید تعلیق شود.[۶]»